# Jogi Kis Könyvtár
Jogi Kis Könyvtár – a Tudományos Könyvkiadó (Bukarest) gondozásában megjelent könyvsorozat. Felölelte a jogélet különböző területeit, s azok egyes elméleti és gyakorlati kérdéseit tárgyalta.

## Kötetek
1. Asztalos Sándor: Az állami döntőbíráskodás (1956);
2. Bíró Lajos: A szocialista társadalmi tulajdon büntetőjogi védelme (1956);
3. Fekete György–Asztalos Sándor: Lakóházak építése állami hitellel (1957);
4. Szabó Pál Endre: A polgári per mint jogvédelmi eszköz (1957);
5. Asztalos Sándor: Alkalmazás, áthelyezés, a munkaszerződés felbontása (1957);
6. Román Dezső–Fodor Sándor: A védekezés a bűnperekben (1957);
7. Gergely Jenő–Mócsy László: A huligánság (1957);
8. Kerekes Jenő: A mezőgazdasági termelőszövetkezetek tagjainak jogai és kötelességei (1957);
9. Takács Lajos: Tudnivalók a nemzetközi jogról (1957);
10. Szamek Imre: A hivatali bűncselekmények (1957);
11. Csákány Béla: Az állami vállalat saját pénzeszközei (1958);
12. Fekete György: Házasságkötés, a házasság felbontása (1958);
13. Kovács Edit: Szülők, gyermekek és rokonok jogviszonyai (1958);
14. Asztalos Sándor: A szállítási szerződések (1958);
15. Asztalos Sándor–Mikes János: Az alkalmazottak felelőssége (1959).